# NGC 4484
NGC 4484 este o emission-line galaxy⁠(d) situată în constelația Fecioara. A fost descoperită în 9 martie 1828 de către John Herschel.